# Falco eleonorae
Il falco della Regina (Falco eleonorae Gené, 1839) è un uccello di taglia media della famiglia dei Falconidi, nidificante nel bacino del Mediterraneo.

## Etimologia
Il nome scientifico della specie, Falco eleonorae, è un omaggio a Eleonora d'Arborea (da parte di Alberto Della Marmora), regnante nella nazione sarda del giudicato di Arborea che nel XIV secolo compilò un codice di leggi (Carta de Logu), in cui inserì un articolo che vietava la caccia dei falchi adulti (chiamati astores o falcones) e il prelievo dei nidiacei. Il nome italiano ricorda il titolo di Regina (Juighissa) di Eleonora d'Arborea, mentre altre lingue riprendono il suo nome: in francese si chiama Faucon d'Éléonore, in inglese Eleonora's Falcon, in spagnolo Halcón de Eleonor e in tedesco Eleonorenfalke.

## Descrizione

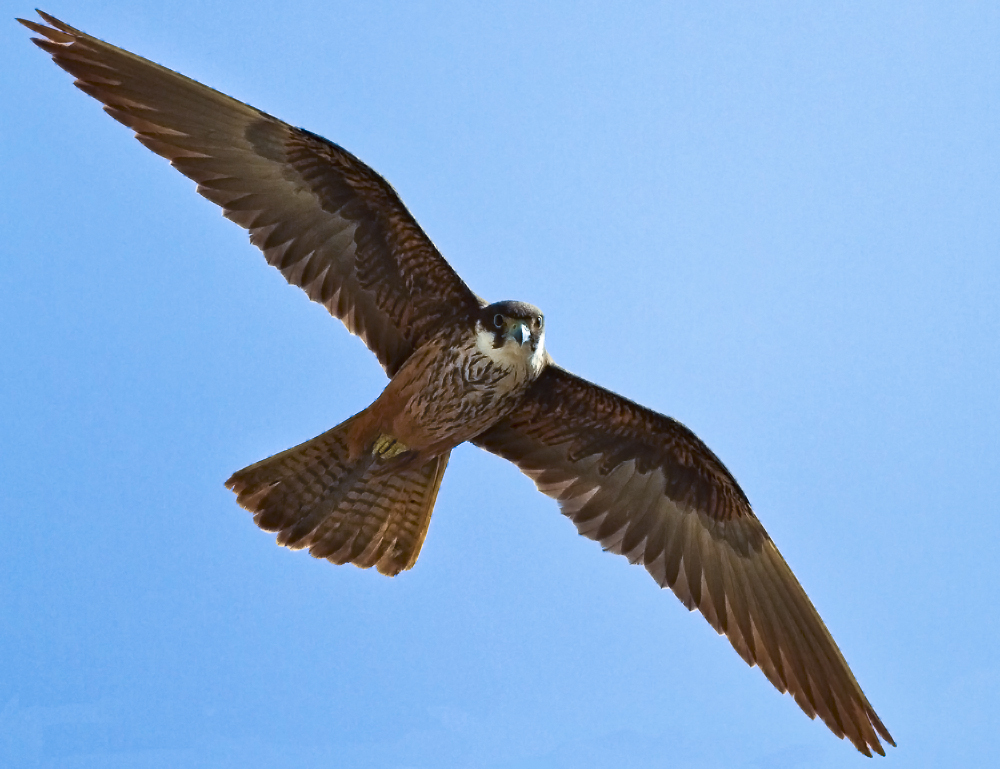

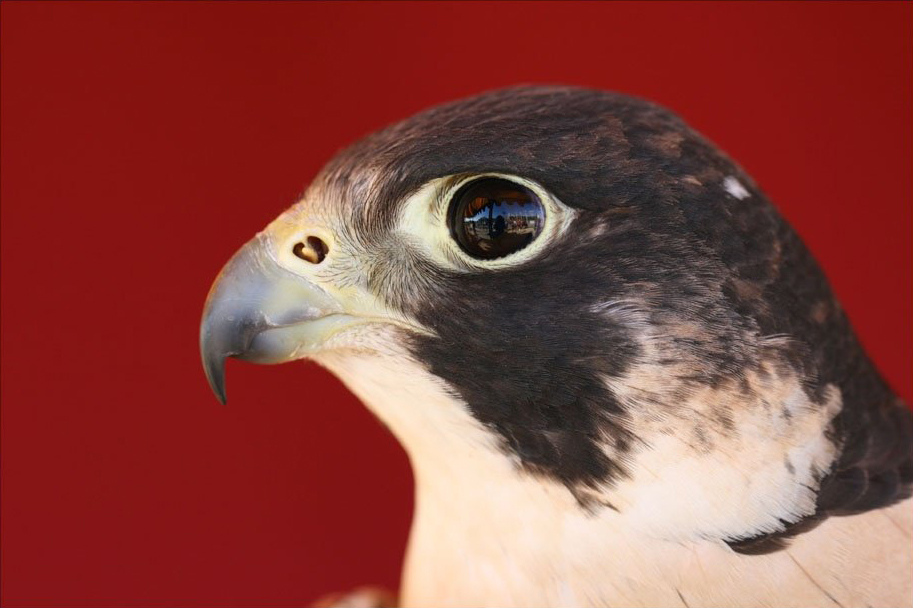

Il falco della Regina è un uccello da preda, lungo 36–42 cm e con un'apertura alare tra gli 84 e i 105 cm.

Le ali sono lunghe e appuntite, il corpo affusolato e la coda piuttosto lunga.

Indipendentemente da età e sesso si presenta in due diverse colorazioni del piumaggio: la "forma scura", più rara, è bruno-nerastra uniforme, mentre nella "forma chiara", osservata in oltre il 70% dei casi, la gola e le guance spiccano nettamente rispetto alla parte superiore della testa e ai mustacchi scuri; il petto e il ventre presentano una colorazione di fondo da crema a rossastra, con striature bruno-nere, mentre la parte superiore appare bruna o bruno-bluastra.

Il dimorfismo sessuale in questa specie è poco pronunciato: le femmine sono leggermente più grandi dei maschi (peso medio 335-460 g vs 295-370 g) ed hanno un piumaggio leggermente più scuro. Il piumaggio dei giovani è color ocra, e si scurisce in genere dopo la prima muta.

## Biologia

### Voce
Caratteristico della specie è il verso, riproducibile con un kek-kek-kek.

### Alimentazione
Il falco della Regina, al di fuori del periodo di nidificazione, ha una dieta prevalentemente insettivora, nutrendosi di grossi insetti (ortotteri, in particolare Pamfagidi, coleotteri, odonati, lepidotteri e imenotteri), che cattura in volo portandoli dagli artigli delle zampe al becco.
Nella stagione riproduttiva, dalla schiusa delle uova e sino allo svezzamento dei nidiacei, gli adulti cambiano completamente abitudini alimentari e si cibano quasi esclusivamente di altri uccelli, in particolare di piccoli passeriformi che, a fine estate, migrano dall'Europa all'Africa, passando per il Mediterraneo.

La tecnica di caccia che adottano è molto particolare: questi uccelli si posizionano contro vento a ridosso delle falesie, rimanendo immobili in aria senza battere le ali, disponendosi a varie distanze dalla falesia e ad altezze che vanno a pochi metri sino a 1000 m; in tal modo formano un vero e proprio “muro” di caccia, nel quale incappano i migratori che stremati dal vento e dal viaggio cercano di raggiungere le coste. Una volta individuata la preda si lanciano in picchiata verso di essa ghermendola con gli artigli.

### Riproduzione

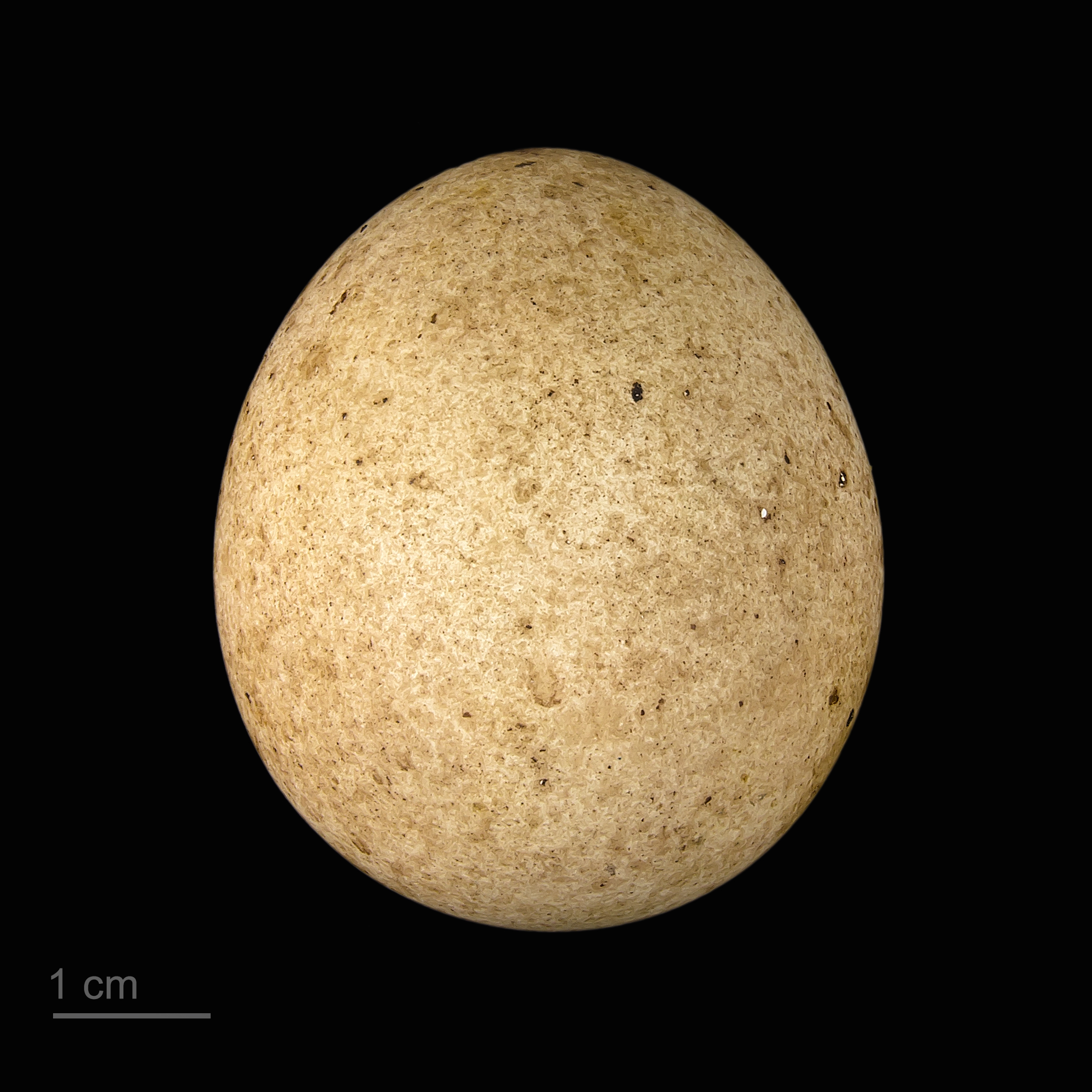
Falco eleonorae

Il falco della Regina nidifica in colonie molto numerose, localizzate su falesie costiere a strapiombo e isolotti disabitati. Rientra nei siti di nidificazione ad inizio primavera, ma la deposizione delle uova avviene soltanto verso la fine di luglio, cioè notevolmente più tardi di ogni altra specie dell'emisfero settentrionale.
Il nido è ricavato in cavità naturali della falesia prive di rivestimento e ogni covata consiste solitamente di 1-4 uova. L'allevamento dei pulli si protrae solitamente sino a settembre. In ottobre-novembre l'intera popolazione migra verso i siti di svernamento.

## Distribuzione e habitat

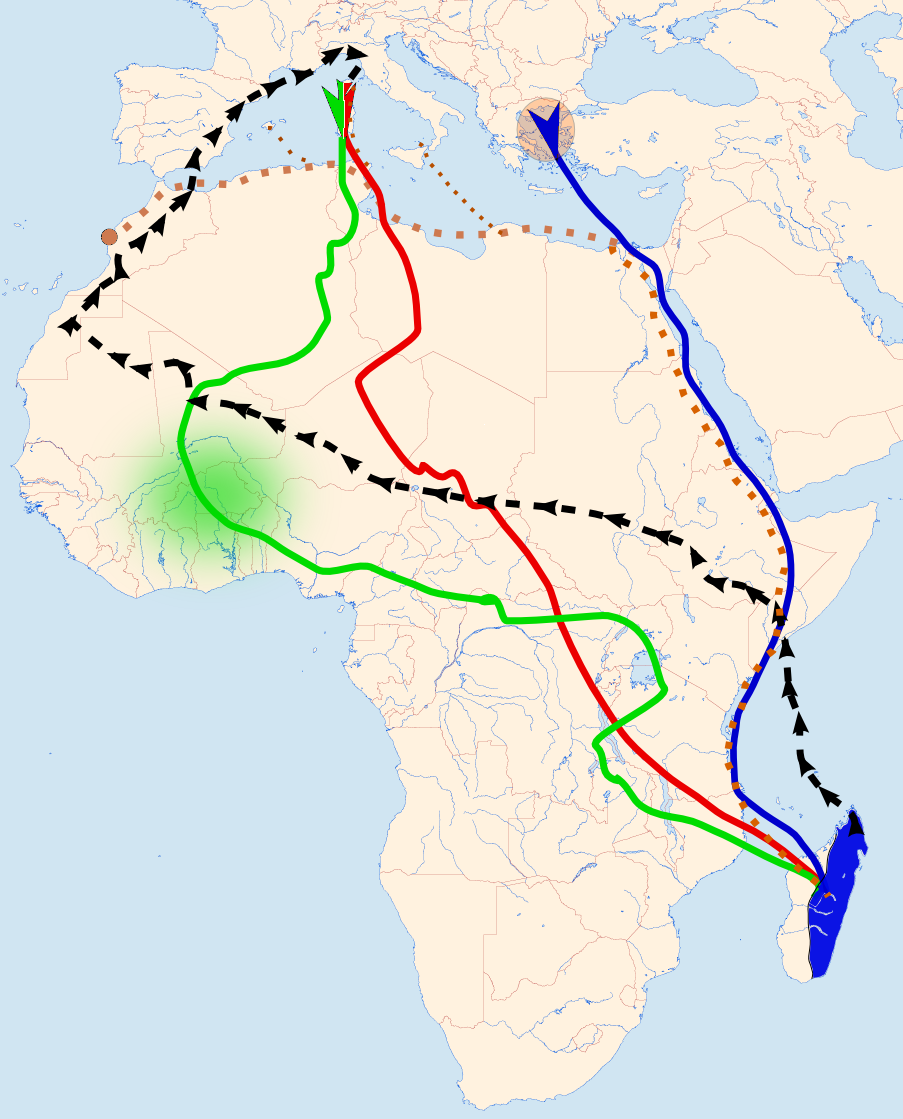
Principali rotte migratorie.
La linea verde e quella rossa indicano le rotte migratorie delle popolazioni occidentali, la linea blu quella delle popolazioni orientali.

È una specie migratrice che nidifica, dalla primavera all'autunno, nelle aree costiere di diverse isole del bacino del Mediterraneo, soprattutto in Grecia (dove si trova l'80% dell'intera popolazione), ma anche in Spagna (isole Baleari), nelle isole della Croazia, e nelle aree costiere di Tunisia (arcipelago della Galite), Algeria e Marocco, spingendosi nell'Atlantico sino alle isole Canarie. La popolazione globale è stata recente stimata tra 13.000 e 14.000 coppie nidificanti.

In Italia esistono delle colonie abbastanza numerose in Sardegna, in particolare sull'Isola di San Pietro e nel golfo di Orosei, e in Sicilia, in particolare a Lampedusa e nelle isole Eolie.

Alla fine dell'autunno compie una lunga migrazione transahariana, seguendo prevalentemente rotte costiere attraverso il canale di Suez, il Mar Rosso e il Corno d'Africa, per giungere sino al Madagascar e alle isole Mascarene, dove sverna. I falchi che provengono dalle zone più occidentali del Mediterraneo (isole Baleari e Sardegna), la cui migrazione è stata recentemente monitorata con tecniche di telemetria satellitare, sorvolano direttamente il deserto del Sahara, arrivando a compiere un viaggio di oltre 10.000 km.

In Madagascar le popolazioni si concentrano nella parte nord-orientale dell'isola, in aree ai margini della foresta umida e nelle aree coltivate a ridosso di essa, formando colonie miste con il falco fuligginoso (Falco concolor).